# Patrulha (álbum)
Patrulha é o terceiro álbum da banda de hard rock e rock progressivo brasileira Patrulha do Espaço. O álbum foi lançado em 1982, no formato LP, pelo selo Baratos Afins.
Destaque deste álbum fica por conta da faixa "Columbia", que foi eleita pela revista Roadie Crew em 2011, como um dos 200 Verdadeiros Hinos do Heavy Metal e Classic Rock, sendo uma das poucas faixas que não são cantadas em inglês a figurar na lista.

## Faixas
Lado A
A1. Columbia
	
A2. Bomba	

A3. Jeito Agressivo	

A4. Festa Do Rock
Lado B
B1. Mar Metalico
	
B2. Cão Vadio
	
B3. Transcendental	

B4. Meus 26 Anos